# Micropterix completella
Micropterix completella és una espècie d'arna de la família Micropterigidae. Va ser descrita per Otto Staudinger l'any 1871.
És una espècie endèmica de Sardenya.